# Margot Frank
Margot Betti Frank (Frankfurt am Main, 16 de fevereiro de 1926 — Bergen-Belsen, fevereiro ou março de 1945) foi uma adolescente alemã de origem judaica, vítima do Holocausto. Ela ficou conhecida por ser a irmã mais velha de Anne Frank e uma das oito pessoas escondidas no Anexo Secreto, durante a Segunda Guerra Mundial. Quando a Gestapo descobriu o esconderijo, eles foram capturados e transportados para campos de extermínio, com seu último destino sendo em Bergen-Belsen, onde morreu de tifo epidêmico.